# 2012: 빙하기
《2012: 빙하기》(영어: 2012: Ice Age)은 2011년 제작된 미국의 비디오 영화이다.
비디오 영화 전문 제작사인 디 어사일럼이 제작하여 2011년 6월 28일 출시하였으며 헝가리, 일본 등에 수출되었다.
대한민국에서는 2013년에 ㈜케이알씨지가 수입하여 『넥스트 투모로우』로 제목 변경 후 7월 11일부터 10일간 전국 최대 3개 극장에서 수입사 자체 상영한 뒤 VOD를 통해 출시하였다.

## 출연

### 주연
- 패트릭 라비오티스
- 줄리 맥컬러프
- 션 코리
- 제럴드 웹
- 세드릭 스콧